# David Burrito
Francisco David Ruiz Serrato, meglio noto con lo pseudonimo David Burrito (Malaga, 16 agosto 1990), è un giocatore di calcio a 5 spagnolo.

## Carriera
Soprannominato Burrito, all'inizio della carriera era considerato tra i migliori prospetti del calcio a 5 continentale. Burrito cresce nel settore giovanile del Segovia con cui debutta nella División de Honor, esplodendo tuttavia con la maglia del Burela nella stagione 2013-14. La stagione seguente è ceduto in prestito al Palma mentre nell'agosto del 2015 si trasferisce nella Serie A italiana firmando per gli abruzzesi dell'Acqua e Sapone.

## Palmarès
- Coppa di Spagna: 1
Jaén 2017-18
- Coppa del Re: 1
UMA Antequera: 2021-22